# Rollerski-Weltcup 2011

Rollerski-Weltmeisterschaften im Rahmen des Weltcups

Der Rollerski-Weltcup 2011 begann am 25. Juni im französischen Bessans und endete am 18. September im kroatischen Oroslavje. Die 6. Rollerski-Weltmeisterschaften wurden im norwegischen Aure und Kristiansund ausgetragen.

## Austragungsorte
Die Rennen fanden ausschließlich in Europa statt.
 Bessans:
- 25. und 26. Juni 2011

 San Giacomo:
- 29. Juni 2011

 Turin:
- 30. Juni 2011

 Prato Nevoso:
- 2. Juli 2011

 Mondovì:
3. Juli 2011
 Bad Peterstal:
- 22.–24. Juli 2011

 Aure:
9. und 10. August 2011
 Kristiansund:
- 12. und 13. August 2011

 Markkleeberg:
- 2.–4. September 2011

 Toblach:
- 15. September 2011

 Oroslavje:
- 17. und 18. September 2011

## Männer

### Weltcup-Übersicht
| 1. Weltcup in Bessans, 25. und 26. Juli 2011 | 1. Weltcup in Bessans, 25. und 26. Juli 2011 | 1. Weltcup in Bessans, 25. und 26. Juli 2011 | 1. Weltcup in Bessans, 25. und 26. Juli 2011 | 1. Weltcup in Bessans, 25. und 26. Juli 2011 |
| -------------------------------------------- | -------------------------------------------- | -------------------------------------------- | -------------------------------------------- | -------------------------------------------- |
| Datum                                        | Disziplin                                    | Erster Platz                                 | Zweiter Platz                                | Dritter Platz                                |
| 25. Juni 2011 (Sa.)                          | 15 km Freistil Massenstart                   | Igor Gluschkow                               | Alexander Denissow                           | Pierre Guedon                                |
| 26. Juni 2011 (So.)                          | 15 km Berglauf Freistil                      | Maurice Manificat                            | Sergio Bonaldi                               | Simone Paredi                                |

| 2. Weltcup in San Giacomo, 29. Juni 2011 | 2. Weltcup in San Giacomo, 29. Juni 2011 | 2. Weltcup in San Giacomo, 29. Juni 2011 | 2. Weltcup in San Giacomo, 29. Juni 2011 | 2. Weltcup in San Giacomo, 29. Juni 2011 |
| ---------------------------------------- | ---------------------------------------- | ---------------------------------------- | ---------------------------------------- | ---------------------------------------- |
| Datum                                    | Disziplin                                | Erster Platz                             | Zweiter Platz                            | Dritter Platz                            |
| 29. Juni (Mi.)                           | 6,5 km Prolog klassisch                  | Simone Paredi                            | Andrea Gola                              | Sergio Bonaldi                           |

| 3. Weltcup in Turin, 30. Juni 2011 | 3. Weltcup in Turin, 30. Juni 2011 | 3. Weltcup in Turin, 30. Juni 2011 | 3. Weltcup in Turin, 30. Juni 2011 | 3. Weltcup in Turin, 30. Juni 2011 |
| ---------------------------------- | ---------------------------------- | ---------------------------------- | ---------------------------------- | ---------------------------------- |
| Datum                              | Disziplin                          | Erster Platz                       | Zweiter Platz                      | Dritter Platz                      |
| 30. Juni (Do.)                     | 20 km Verfolgung Freistil          | Alexander Denissow                 | Glauco Pizzutto                    | Simone Paredi                      |

| 4. Weltcup in Turin, 2. Juli 2011 | 4. Weltcup in Turin, 2. Juli 2011 | 4. Weltcup in Turin, 2. Juli 2011 | 4. Weltcup in Turin, 2. Juli 2011 | 4. Weltcup in Turin, 2. Juli 2011 |
| --------------------------------- | --------------------------------- | --------------------------------- | --------------------------------- | --------------------------------- |
| Datum                             | Disziplin                         | Erster Platz                      | Zweiter Platz                     | Dritter Platz                     |
| 2. Juli 2011 (Sa.)                | Sprint Freistil                   | Ragnar Bragvin Andresen           | Alessio Berlanda                  | Mirko Ceolan                      |

| 5. Weltcup in Mondovì, 3. Juli 2011 | 5. Weltcup in Mondovì, 3. Juli 2011 | 5. Weltcup in Mondovì, 3. Juli 2011   | 5. Weltcup in Mondovì, 3. Juli 2011         | 5. Weltcup in Mondovì, 3. Juli 2011        |
| ----------------------------------- | ----------------------------------- | ------------------------------------- | ------------------------------------------- | ------------------------------------------ |
| Datum                               | Disziplin                           | Erster Platz                          | Zweiter Platz                               | Dritter Platz                              |
| 3. Juli 2011 (So.)                  | Team Sprint Freistil                | Italien ISimone Paredi Emanuele Sbabo | Russland IWladimir Fedulow Witali Wodoresow | Italien IIClaudio Consagra Glauco Pizzutto |

| 6. Weltcup in Bad Peterstal, 22. bis 24. Juli 2011 | 6. Weltcup in Bad Peterstal, 22. bis 24. Juli 2011 | 6. Weltcup in Bad Peterstal, 22. bis 24. Juli 2011 | 6. Weltcup in Bad Peterstal, 22. bis 24. Juli 2011 | 6. Weltcup in Bad Peterstal, 22. bis 24. Juli 2011 |
| -------------------------------------------------- | -------------------------------------------------- | -------------------------------------------------- | -------------------------------------------------- | -------------------------------------------------- |
| Datum                                              | Disziplin                                          | Erster Platz                                       | Zweiter Platz                                      | Dritter Platz                                      |
| 22. Juli 2011 (Fr.)                                | 6,2 km Berglauf klassisch                          | Simone Paredi                                      | Sergio Bonaldi                                     | Iwan Martschenkow                                  |
| 23. Juli 2011 (Sa.)                                | 150 m Sprint Freistil                              | Folco Edoardo Pizzutto                             | Fatih Yuksel                                       | Mirko Ceolan                                       |
| 24. Juli 2011 (So.)                                | 11,3 km Berglauf Freistil                          | Simone Paredi                                      | Anders Svanebo                                     | Bill Impola                                        |

| 6. Rollerski-Weltmeisterschaften in Aure und Kristiansund, 9. bis 13. August 2011 | 6. Rollerski-Weltmeisterschaften in Aure und Kristiansund, 9. bis 13. August 2011 | 6. Rollerski-Weltmeisterschaften in Aure und Kristiansund, 9. bis 13. August 2011 | 6. Rollerski-Weltmeisterschaften in Aure und Kristiansund, 9. bis 13. August 2011 | 6. Rollerski-Weltmeisterschaften in Aure und Kristiansund, 9. bis 13. August 2011 |
| --------------------------------------------------------------------------------- | --------------------------------------------------------------------------------- | --------------------------------------------------------------------------------- | --------------------------------------------------------------------------------- | --------------------------------------------------------------------------------- |
| Datum                                                                             | Disziplin                                                                         | Erster Platz                                                                      | Zweiter Platz                                                                     | Dritter Platz                                                                     |
| 9. August 2011 (Di.)                                                              | 10 km Berglauf klassisch                                                          | Petter Northug                                                                    | Iwan Martschenkow                                                                 | Anders Svanebo                                                                    |
| 10. August 2011 (Mi.)                                                             | 24 km Massenstart Freistil                                                        | Petter Northug                                                                    | Iwan Martschenkow                                                                 | Simone Paredi                                                                     |
| 12. August 2011 (Fr.)                                                             | Staffel Freistil                                                                  | SchwedenBill Impola Tobias Westman Anders Svanebo                                 | ItalienGlauco Pizzutto Simone Paredi Emanuele Sbabo                               | FrankreichNicolas Perrier Guillaume Berhault Igor Cuny                            |
| 13. August 2011 (Sa.)                                                             | 200 m Sprint Freistil                                                             | Ragnar Bragvin Andresen                                                           | Emanuele Sbabo                                                                    | Folco Edoardo Pizzutto                                                            |

| 8. Weltcup in Markkleeberg, 2. bis 4. September 2011 | 8. Weltcup in Markkleeberg, 2. bis 4. September 2011 | 8. Weltcup in Markkleeberg, 2. bis 4. September 2011 | 8. Weltcup in Markkleeberg, 2. bis 4. September 2011 | 8. Weltcup in Markkleeberg, 2. bis 4. September 2011 |
| ---------------------------------------------------- | ---------------------------------------------------- | ---------------------------------------------------- | ---------------------------------------------------- | ---------------------------------------------------- |
| Datum                                                | Disziplin                                            | Erster Platz                                         | Zweiter Platz                                        | Dritter Platz                                        |
| 2. September 2011 (Fr.)                              | 3,4 km Prolog klassisch                              | Alexander Denissow                                   | Guillaume Berhault                                   | Erik Hänel                                           |
| 3. September 2011 (Sa.)                              | Sprint Freistil                                      | Ragnar Bragvin Andresen                              | Folco Edoardo Pizzutto                               | Mirko Ceolan                                         |
| 4. September 2011 (So.)                              | 15 km Verfolgung Freistil                            | Erik Hänel                                           | Alexander Denisov                                    | Guillaume Berhault                                   |

| 9. Weltcup in Toblach, 15. September 2011 | 9. Weltcup in Toblach, 15. September 2011 | 9. Weltcup in Toblach, 15. September 2011 | 9. Weltcup in Toblach, 15. September 2011 | 9. Weltcup in Toblach, 15. September 2011 |
| ----------------------------------------- | ----------------------------------------- | ----------------------------------------- | ----------------------------------------- | ----------------------------------------- |
| Datum                                     | Disziplin                                 | Erster Platz                              | Zweiter Platz                             | Dritter Platz                             |
| 15. September 2011 (Do.)                  | 25 km Massenstart Berglauf Freistil       | Alexander Denisov                         | Wladimir Fedulow                          | Florian Kostner                           |

| 10. Weltcup in Oroslavje, 17. und 18. September 2011 | 10. Weltcup in Oroslavje, 17. und 18. September 2011 | 10. Weltcup in Oroslavje, 17. und 18. September 2011 | 10. Weltcup in Oroslavje, 17. und 18. September 2011 | 10. Weltcup in Oroslavje, 17. und 18. September 2011 |
| ---------------------------------------------------- | ---------------------------------------------------- | ---------------------------------------------------- | ---------------------------------------------------- | ---------------------------------------------------- |
| Datum                                                | Disziplin                                            | Erster Platz                                         | Zweiter Platz                                        | Dritter Platz                                        |
| 17. September 2011 (Sa.)                             | Team Sprint Freistil                                 | ItalienMirko Ceolan Emanuele Sbabo                   | Russland IAlexander Denissow Wladimir Fedulow        | SlowenienAnže Repanšek Matija Rimahzi                |
| 18. September 2011 (So.)                             | Sprint Freistil                                      | Emanuele Sbabo                                       | Folco Pizzutto                                       | Mirko Ceolan                                         |

### Gesamtwertung Männer
| Endstand (Top 10) |                         |        |
| \| Rang \| Name \| Punkte \| \| ---- \| ----------------------- \| ------ \| \| 1 \| Simone Paredi \| 719 \| \| 2 \| Alexander Denisov \| 595 \| \| 3 \| Wladimir Fedulow \| 549 \| \| 4 \| Sergio Bonaldi \| 533 \| \| 5 \| Glauco Pizzutto \| 441 \| \| 6 \| Folco Edoardo Pizzutto \| 417 \| \| 7 \| Eugenio Bianchi \| 387 \| \| 8 \| Bill Impola \| 328 \| \| 9 \| Ragnar Bragvin Andresen \| 313 \| \| 10 \| Mirko Ceolan \| 304 \| |                         |        |
| Rang | Name                    | Punkte |
| 1 | Simone Paredi           | 719    |
| 2 | Alexander Denisov       | 595    |
| 3 | Wladimir Fedulow        | 549    |
| 4 | Sergio Bonaldi          | 533    |
| 5 | Glauco Pizzutto         | 441    |
| 6 | Folco Edoardo Pizzutto  | 417    |
| 7 | Eugenio Bianchi         | 387    |
| 8 | Bill Impola             | 328    |
| 9 | Ragnar Bragvin Andresen | 313    |
| 10 | Mirko Ceolan            | 304    |

## Damen

### Weltcup-Übersicht
| 1. Weltcup in Bessans, 25. und 26. Juli 2011 | 1. Weltcup in Bessans, 25. und 26. Juli 2011 | 1. Weltcup in Bessans, 25. und 26. Juli 2011 | 1. Weltcup in Bessans, 25. und 26. Juli 2011 | 1. Weltcup in Bessans, 25. und 26. Juli 2011 |
| -------------------------------------------- | -------------------------------------------- | -------------------------------------------- | -------------------------------------------- | -------------------------------------------- |
| Datum                                        | Disziplin                                    | Erster Platz                                 | Zweiter Platz                                | Dritter Platz                                |
| 25. Juni 2011 (Sa.)                          | 15 km Freistil Massenstart                   | Jelena Ektowa                                | Guro Strøm Solli                             | Jewgenija Kurotschkina                       |
| 26. Juni 2011                                | 15 km Berglauf Freistil                      | Hanna Seppas                                 | Anouk Faivre Picon                           | Nina Lintzén                                 |

| 2. Weltcup in San Giacomo, 29. Juni 2011 | 2. Weltcup in San Giacomo, 29. Juni 2011 | 2. Weltcup in San Giacomo, 29. Juni 2011 | 2. Weltcup in San Giacomo, 29. Juni 2011 | 2. Weltcup in San Giacomo, 29. Juni 2011 |
| ---------------------------------------- | ---------------------------------------- | ---------------------------------------- | ---------------------------------------- | ---------------------------------------- |
| Datum                                    | Disziplin                                | Erster Platz                             | Zweiter Platz                            | Dritter Platz                            |
| 29. Juni (Mi.)                           | 6,5 km Prolog klassisch                  | Swetlana Chwostunkowa                    | Hanna Seppas                             | Nina Lintzén                             |

| 3. Weltcup in Turin, 30. Juni 2011 | 3. Weltcup in Turin, 30. Juni 2011 | 3. Weltcup in Turin, 30. Juni 2011 | 3. Weltcup in Turin, 30. Juni 2011 | 3. Weltcup in Turin, 30. Juni 2011 |
| ---------------------------------- | ---------------------------------- | ---------------------------------- | ---------------------------------- | ---------------------------------- |
| Datum                              | Disziplin                          | Erster Platz                       | Zweiter Platz                      | Dritter Platz                      |
| 30. Juni (Do.)                     | 20 km Verfolgung Freistil          | Swetlana Chwostunkowa              | Alisa Perschakowa                  | Kathrine Rolsted Harsem            |

| 4. Weltcup in Prato Nevoso, 2. Juli 2011 | 4. Weltcup in Prato Nevoso, 2. Juli 2011 | 4. Weltcup in Prato Nevoso, 2. Juli 2011 | 4. Weltcup in Prato Nevoso, 2. Juli 2011 | 4. Weltcup in Prato Nevoso, 2. Juli 2011 |
| ---------------------------------------- | ---------------------------------------- | ---------------------------------------- | ---------------------------------------- | ---------------------------------------- |
| Datum                                    | Disziplin                                | Erster Platz                             | Zweiter Platz                            | Dritter Platz                            |
| 2. Juli 2011 (Sa.)                       | Sprint Freistil                          | Guro Strøm Solli                         | Jewgenija Baljuk                         | Anastassija Woronina                     |

| 5. Weltcup in Mondovì, 3. Juli 2011 | 5. Weltcup in Mondovì, 3. Juli 2011 | 5. Weltcup in Mondovì, 3. Juli 2011       | 5. Weltcup in Mondovì, 3. Juli 2011                | 5. Weltcup in Mondovì, 3. Juli 2011 |
| ----------------------------------- | ----------------------------------- | ----------------------------------------- | -------------------------------------------------- | ----------------------------------- |
| Datum                               | Disziplin                           | Erster Platz                              | Zweiter Platz                                      | Dritter Platz                       |
| 3. Juli 2011 (So.)                  | Team Sprint Freistil                | Russland IAlisa Perschakowa Jelena Ektowa | Russland IIJewgenija Baljuk Jewgenija Kurotschkina | Schweden IHanna Seppas Nina Lintzén |

| 6. Weltcup in Bad Peterstal, 22. bis 24. Juli 2011 | 6. Weltcup in Bad Peterstal, 22. bis 24. Juli 2011 | 6. Weltcup in Bad Peterstal, 22. bis 24. Juli 2011 | 6. Weltcup in Bad Peterstal, 22. bis 24. Juli 2011 | 6. Weltcup in Bad Peterstal, 22. bis 24. Juli 2011 |
| -------------------------------------------------- | -------------------------------------------------- | -------------------------------------------------- | -------------------------------------------------- | -------------------------------------------------- |
| Datum                                              | Disziplin                                          | Erster Platz                                       | Zweiter Platz                                      | Dritter Platz                                      |
| 22. Juli 2011 (Fr.)                                | 6,2 km Berglauf klassisch                          | Hanna Seppas                                       | Natalja Sernowa                                    | Monika Gyorgy                                      |
| 23. Juli 2011 (Sa.)                                | 150 m Sprint Freistil                              | Guro Strøm Solli                                   | Anastassija Woronina                               | Jewgenija Baljuk                                   |
| 24. Juli 2011 (So.)                                | 11,3 km Berglauf Freistil                          | Hanna Seppas                                       | Natalja Sernowa                                    | Ksenia Konohova                                    |

| 6. Rollerski-Weltmeisterschaften in Aure und Kristiansund, 9. bis 13. August 2011 | 6. Rollerski-Weltmeisterschaften in Aure und Kristiansund, 9. bis 13. August 2011 | 6. Rollerski-Weltmeisterschaften in Aure und Kristiansund, 9. bis 13. August 2011 | 6. Rollerski-Weltmeisterschaften in Aure und Kristiansund, 9. bis 13. August 2011 | 6. Rollerski-Weltmeisterschaften in Aure und Kristiansund, 9. bis 13. August 2011 |
| --------------------------------------------------------------------------------- | --------------------------------------------------------------------------------- | --------------------------------------------------------------------------------- | --------------------------------------------------------------------------------- | --------------------------------------------------------------------------------- |
| Datum                                                                             | Disziplin                                                                         | Erster Platz                                                                      | Zweiter Platz                                                                     | Dritter Platz                                                                     |
| 9. August 2011 (Di.)                                                              | 10 km Berglauf klassisch                                                          | Marit Bjørgen                                                                     | Charlotte Kalla                                                                   | Heidi Weng                                                                        |
| 10. August 2011 (Mi.)                                                             | 24 km Massenstart Freistil                                                        | Charlotte Kalla                                                                   | Heidi Weng                                                                        | Xenija Konochowa                                                                  |
| 12. August 2011 (Fr.)                                                             | Staffel Freistil                                                                  | NorwegenKathrine Rolsted Harsem Mari Eide Guro Strøm Solli                        | RusslandElena Rodina Natalja Sernowa Xenija Konochowa                             | ItalienErika Bettineschi Stephanie Santer Solange Chabloz                         |
| 13. August 2011 (Sa.)                                                             | 200 m Sprint Freistil                                                             | Guro Strøm Solli                                                                  | Kathrine Rolsted Harsem                                                           | Katja Visnar                                                                      |

| 8. Weltcup in Markkleeberg, 2. bis 4. September 2011 | 8. Weltcup in Markkleeberg, 2. bis 4. September 2011 | 8. Weltcup in Markkleeberg, 2. bis 4. September 2011 | 8. Weltcup in Markkleeberg, 2. bis 4. September 2011 | 8. Weltcup in Markkleeberg, 2. bis 4. September 2011 |
| ---------------------------------------------------- | ---------------------------------------------------- | ---------------------------------------------------- | ---------------------------------------------------- | ---------------------------------------------------- |
| Datum                                                | Disziplin                                            | Erster Platz                                         | Zweiter Platz                                        | Dritter Platz                                        |
| 2. September 2011 (Fr.)                              | 1,7 km Prolog Freistil                               | Kathrine Rolsted Harsem                              | Elena Rodina                                         | Xenija Konochowa                                     |
| 3. September 2011 (Sa.)                              | Sprint Freistil                                      | Guro Strøm Solli                                     | Kathrine Rolsted Harsem                              | Jelena Ektowa                                        |
| 4. September 2011 (So.)                              | 10 km Verfolgung Freistil                            | Xenija Konochowa                                     | Elena Rodina                                         | Kathrine Rolsted Harsem                              |

| 9. Weltcup in Toblach, 15. September 2011 | 9. Weltcup in Toblach, 15. September 2011 | 9. Weltcup in Toblach, 15. September 2011 | 9. Weltcup in Toblach, 15. September 2011 | 9. Weltcup in Toblach, 15. September 2011 |
| ----------------------------------------- | ----------------------------------------- | ----------------------------------------- | ----------------------------------------- | ----------------------------------------- |
| Datum                                     | Disziplin                                 | Erster Platz                              | Zweiter Platz                             | Dritter Platz                             |
| 15. September 2011 (Do.)                  | 15 km Massenstart Berglauf Freistil       | Hanna Seppas                              | Xenija Konochowa                          | Stephanie Santer                          |

| 10. Weltcup in Oroslavje, 17. und 18. September 2011 | 10. Weltcup in Oroslavje, 17. und 18. September 2011 | 10. Weltcup in Oroslavje, 17. und 18. September 2011 | 10. Weltcup in Oroslavje, 17. und 18. September 2011 | 10. Weltcup in Oroslavje, 17. und 18. September 2011 |
| ---------------------------------------------------- | ---------------------------------------------------- | ---------------------------------------------------- | ---------------------------------------------------- | ---------------------------------------------------- |
| Datum                                                | Disziplin                                            | Erster Platz                                         | Zweiter Platz                                        | Dritter Platz                                        |
| 17. September 2011 (Sa.)                             | Team Sprint Freistil                                 | RusslandAlisa Pershakova Ksenia Konokhova            | KroatienVedrana Malec Nina Broznić                   | SchwedenHanna Seppas Nina Lintzén                    |
| 18. September 2011 (So.)                             | Sprint Freistil                                      | Anastassija Woronina                                 | Guro Strøm Solli                                     | Jelena Ektowa                                        |

### Gesamtwertung Frauen
| Endstand (Top 10) |                         |        |
| \| Rang \| Name \| Punkte \| \| ---- \| ----------------------- \| ------ \| \| 1 \| Guro Strøm Solli \| 822 \| \| 2 \| Hanna Seppas \| 775 \| \| 3 \| Nina Lintzén \| 604 \| \| 4 \| Xenija Konochowa \| 592 \| \| 5 \| Jelena Ektowa \| 532 \| \| 6 \| Kathrine Rolsted Harsem \| 486 \| \| 7 \| Jewgenija Baljuk \| 457 \| \| 8 \| Solange Chabloz \| 420 \| \| 9 \| Elena Rodina \| 369 \| \| 10 \| Erika Bettineschi \| 367 \| |                         |        |
| Rang | Name                    | Punkte |
| 1 | Guro Strøm Solli        | 822    |
| 2 | Hanna Seppas            | 775    |
| 3 | Nina Lintzén            | 604    |
| 4 | Xenija Konochowa        | 592    |
| 5 | Jelena Ektowa           | 532    |
| 6 | Kathrine Rolsted Harsem | 486    |
| 7 | Jewgenija Baljuk        | 457    |
| 8 | Solange Chabloz         | 420    |
| 9 | Elena Rodina            | 369    |
| 10 | Erika Bettineschi       | 367    |

## Männer Junioren

### Weltcup-Übersicht
| 1. Weltcup in Bessans, 25. und 26. Juli 2011 | 1. Weltcup in Bessans, 25. und 26. Juli 2011 | 1. Weltcup in Bessans, 25. und 26. Juli 2011 | 1. Weltcup in Bessans, 25. und 26. Juli 2011 | 1. Weltcup in Bessans, 25. und 26. Juli 2011 |
| -------------------------------------------- | -------------------------------------------- | -------------------------------------------- | -------------------------------------------- | -------------------------------------------- |
| Datum                                        | Disziplin                                    | Erster Platz                                 | Zweiter Platz                                | Dritter Platz                                |
| 25. Juni 2011 (Sa.)                          | 15 km Freistil Massenstart                   | Alexander Gavrilov                           | Baptiste Noel                                | Ivan Sinyukov Bendik Persch Andersen         |
| 26. Juni 2011 (So.)                          | 15 km Berglauf Freistil                      | Alexis Jeannerod                             | Tarantola Damien                             | Paolo Maccagnan                              |

| 2. Weltcup in San Giacomo, 29. Juni 2011 | 2. Weltcup in San Giacomo, 29. Juni 2011 | 2. Weltcup in San Giacomo, 29. Juni 2011 | 2. Weltcup in San Giacomo, 29. Juni 2011 | 2. Weltcup in San Giacomo, 29. Juni 2011 |
| ---------------------------------------- | ---------------------------------------- | ---------------------------------------- | ---------------------------------------- | ---------------------------------------- |
| Datum                                    | Disziplin                                | Erster Platz                             | Zweiter Platz                            | Dritter Platz                            |
| 29. Juni (Mi.)                           | 6,5 km Prolog klassisch                  | Sondre Turvoll Fossli                    | Nikita Lebedew                           | Ilja Bakaldin                            |

| 3. Weltcup in Turin, 30. Juni 2011 | 3. Weltcup in Turin, 30. Juni 2011 | 3. Weltcup in Turin, 30. Juni 2011 | 3. Weltcup in Turin, 30. Juni 2011 | 3. Weltcup in Turin, 30. Juni 2011 |
| ---------------------------------- | ---------------------------------- | ---------------------------------- | ---------------------------------- | ---------------------------------- |
| Datum                              | Disziplin                          | Erster Platz                       | Zweiter Platz                      | Dritter Platz                      |
| 30. Juni (Do.)                     | 16 km Verfolgung Freistil          | Sondre Turvoll Fossli              | Baptiste Noel                      | Nikita Lebedew                     |

| 4. Weltcup in Turin, 2. Juli 2011 | 4. Weltcup in Turin, 2. Juli 2011 | 4. Weltcup in Turin, 2. Juli 2011 | 4. Weltcup in Turin, 2. Juli 2011 | 4. Weltcup in Turin, 2. Juli 2011 |
| --------------------------------- | --------------------------------- | --------------------------------- | --------------------------------- | --------------------------------- |
| Datum                             | Disziplin                         | Erster Platz                      | Zweiter Platz                     | Dritter Platz                     |
| 2. Juli 2011 (Sa.)                | Sprint Freistil                   | Emanuele Becchis                  | Bendik Persch Andersen            | Alexander Gawrilow                |

| 5. Weltcup in Mondovì, 3. Juli 2011 | 5. Weltcup in Mondovì, 3. Juli 2011 | 5. Weltcup in Mondovì, 3. Juli 2011                    | 5. Weltcup in Mondovì, 3. Juli 2011      | 5. Weltcup in Mondovì, 3. Juli 2011    |
| ----------------------------------- | ----------------------------------- | ------------------------------------------------------ | ---------------------------------------- | -------------------------------------- |
| Datum                               | Disziplin                           | Erster Platz                                           | Zweiter Platz                            | Dritter Platz                          |
| 3. Juli 2011 (So.)                  | Team Sprint Freistil                | Norwegen IBendik Persch Andersen Sondre Turvoll Fossli | Frankreich IBaptiste Noel Romain Claudon | Russland INikita Lebedew Ilja Bakaldin |

| 6. Weltcup in Bad Peterstal, 22. bis 24. Juli 2011 | 6. Weltcup in Bad Peterstal, 22. bis 24. Juli 2011 | 6. Weltcup in Bad Peterstal, 22. bis 24. Juli 2011 | 6. Weltcup in Bad Peterstal, 22. bis 24. Juli 2011 | 6. Weltcup in Bad Peterstal, 22. bis 24. Juli 2011 |
| -------------------------------------------------- | -------------------------------------------------- | -------------------------------------------------- | -------------------------------------------------- | -------------------------------------------------- |
| Datum                                              | Disziplin                                          | Erster Platz                                       | Zweiter Platz                                      | Dritter Platz                                      |
| 22. Juli 2011 (Fr.)                                | 6,2 km Berglauf klassisch                          | Sondre Turvoll Fossli                              | Nikita Lebedew                                     | Ilja Bakaldin                                      |
| 23. Juli 2011 (Sa.)                                | 150 m Sprint Freistil                              | Andrei Melikow                                     | Sondre Turvoll Fossli                              | Alexander Gawrilow                                 |
| 24. Juli 2011 (So.)                                | 11,3 km Berglauf Freistil                          | Romain Claudon                                     | Ilja Bakaldin                                      | Maximilian Grummt                                  |

| 6. Rollerski-Weltmeisterschaften in Aure und Kristiansund, 9. bis 13. August 2011 | 6. Rollerski-Weltmeisterschaften in Aure und Kristiansund, 9. bis 13. August 2011 | 6. Rollerski-Weltmeisterschaften in Aure und Kristiansund, 9. bis 13. August 2011 | 6. Rollerski-Weltmeisterschaften in Aure und Kristiansund, 9. bis 13. August 2011 | 6. Rollerski-Weltmeisterschaften in Aure und Kristiansund, 9. bis 13. August 2011 |
| --------------------------------------------------------------------------------- | --------------------------------------------------------------------------------- | --------------------------------------------------------------------------------- | --------------------------------------------------------------------------------- | --------------------------------------------------------------------------------- |
| Datum                                                                             | Disziplin                                                                         | Erster Platz                                                                      | Zweiter Platz                                                                     | Dritter Platz                                                                     |
| 9. August 2011 (Di.)                                                              | 10 km Berglauf klassisch                                                          | Sondre Turvoll Fossli                                                             | Sindre Bjørnestad Skar                                                            | Sergej Mikajeljan                                                                 |
| 10. August 2011 (Mi.)                                                             | 24 km Massenstart Freistil                                                        | Sergej Mikajeljan                                                                 | Anton Budylow                                                                     | Romain Claudon                                                                    |
| 12. August 2011 (Fr.)                                                             | Staffel Freistil                                                                  | NorwegenBendik Persch Andersen Sindre Bjørnestad Skar Sondre Turvoll Fossli       | FrankreichColin Saillet Baptiste Noel Solange Chabloz                             | RusslandIlja Bakaldin Nikita Lebedew Alexander Gawrilow                           |
| 13. August 2011 (Sa.)                                                             | 200 m Sprint Freistil                                                             | Bendik Persch Andersen                                                            | Emanuele Becchis                                                                  | Felix Høm                                                                         |

| 8. Weltcup in Markkleeberg, 2. bis 4. September 2011 | 8. Weltcup in Markkleeberg, 2. bis 4. September 2011 | 8. Weltcup in Markkleeberg, 2. bis 4. September 2011 | 8. Weltcup in Markkleeberg, 2. bis 4. September 2011 | 8. Weltcup in Markkleeberg, 2. bis 4. September 2011 |
| ---------------------------------------------------- | ---------------------------------------------------- | ---------------------------------------------------- | ---------------------------------------------------- | ---------------------------------------------------- |
| Datum                                                | Disziplin                                            | Erster Platz                                         | Zweiter Platz                                        | Dritter Platz                                        |
| 2. September 2011 (Fr.)                              | 3,4 km Prolog Freistil                               | Romain Claudon                                       | Baptiste Noel                                        | Nikita Lebedew                                       |
| 3. September 2011 (Sa.)                              | Sprint Freistil                                      | Andrei Melikow                                       | Emanuele Becchis                                     | Nikita Lebedew                                       |
| 4. September 2011 (So.)                              | 15 km Verfolgung Freistil                            | Baptiste Noel                                        | Romain Claudon                                       | Nikita Lebedew                                       |

| 9. Weltcup in Toblach, 15. September 2011 | 9. Weltcup in Toblach, 15. September 2011 | 9. Weltcup in Toblach, 15. September 2011 | 9. Weltcup in Toblach, 15. September 2011 | 9. Weltcup in Toblach, 15. September 2011 |
| ----------------------------------------- | ----------------------------------------- | ----------------------------------------- | ----------------------------------------- | ----------------------------------------- |
| Datum                                     | Disziplin                                 | Erster Platz                              | Zweiter Platz                             | Dritter Platz                             |
| 15. September 2011 (Do.)                  | 20 km Massenstart Berglauf Freistil       | Romain Claudon                            | Sondre Turvoll Fossli                     | Baptiste Noel                             |

| 10. Weltcup in Oroslavje, 17. und 18. September 2011 | 10. Weltcup in Oroslavje, 17. und 18. September 2011 | 10. Weltcup in Oroslavje, 17. und 18. September 2011 | 10. Weltcup in Oroslavje, 17. und 18. September 2011 | 10. Weltcup in Oroslavje, 17. und 18. September 2011 |
| ---------------------------------------------------- | ---------------------------------------------------- | ---------------------------------------------------- | ---------------------------------------------------- | ---------------------------------------------------- |
| Datum                                                | Disziplin                                            | Erster Platz                                         | Zweiter Platz                                        | Dritter Platz                                        |
| 17. September 2011 (Sa.)                             | Team Sprint Freistil                                 | FrankreichRomain Claudon Baptiste Noel               | ItalienMarko Longon Emanuele Becchis                 | Russland IIAndrei Melikow Alexander Gawrilow         |
| 18. September 2011 (So.)                             | Sprint Freistil                                      | Andrei Melikow                                       | Emanuele Becchis                                     | Sondre Turvoll Fossli                                |

### Gesamtwertung Männer Junioren
| Endstand (Top 10) |                        |        |
| \| Rang \| Name \| Punkte \| \| ---- \| ---------------------- \| ------ \| \| 1 \| Sondre Turvoll Fossli \| 816 \| \| 2 \| Romain Claudon \| 787 \| \| 3 \| Baptiste Noel \| 767 \| \| 4 \| Nikita Lebedew \| 747 \| \| 5 \| Emanuele Becchis \| 740 \| \| 6 \| Ilja Bakaldin \| 546 \| \| 7 \| Alexander Gavrilov \| 389 \| \| 8 \| Andrei Melikow \| 351 \| \| 9 \| Bendik Persch Andersen \| 349 \| \| 10 \| Paolo Maccagnan \| 344 \| |                        |        |
| Rang | Name                   | Punkte |
| 1 | Sondre Turvoll Fossli  | 816    |
| 2 | Romain Claudon         | 787    |
| 3 | Baptiste Noel          | 767    |
| 4 | Nikita Lebedew         | 747    |
| 5 | Emanuele Becchis       | 740    |
| 6 | Ilja Bakaldin          | 546    |
| 7 | Alexander Gavrilov     | 389    |
| 8 | Andrei Melikow         | 351    |
| 9 | Bendik Persch Andersen | 349    |
| 10 | Paolo Maccagnan        | 344    |

## Damen Junioren

### Weltcup-Übersicht
| 1. Weltcup in Bessans, 25. und 26. Juli 2011 | 1. Weltcup in Bessans, 25. und 26. Juli 2011 | 1. Weltcup in Bessans, 25. und 26. Juli 2011 | 1. Weltcup in Bessans, 25. und 26. Juli 2011 | 1. Weltcup in Bessans, 25. und 26. Juli 2011 |
| -------------------------------------------- | -------------------------------------------- | -------------------------------------------- | -------------------------------------------- | -------------------------------------------- |
| Datum                                        | Disziplin                                    | Erster Platz                                 | Zweiter Platz                                | Dritter Platz                                |
| 25. Juni 2011 (Sa.)                          | 15 km Freistil Massenstart                   | Gjerde Alnaes Anniken                        | Anna Bolzan                                  | Kira Claudi                                  |
| 26. Juni 2011 (So.)                          | 15 km Berglauf Freistil                      | Jewgenija Feschina                           | Gjerde Alnaes Anniken                        | Marija Kosekajewa                            |

| 2. Weltcup in San Giacomo, 29. Juni 2011 | 2. Weltcup in San Giacomo, 29. Juni 2011 | 2. Weltcup in San Giacomo, 29. Juni 2011 | 2. Weltcup in San Giacomo, 29. Juni 2011 | 2. Weltcup in San Giacomo, 29. Juni 2011 |
| ---------------------------------------- | ---------------------------------------- | ---------------------------------------- | ---------------------------------------- | ---------------------------------------- |
| Datum                                    | Disziplin                                | Erster Platz                             | Zweiter Platz                            | Dritter Platz                            |
| 29. Juni (Mi.)                           | Prolog klassisch                         | Marija Kosekajewa                        | Jewgenija Feschina                       | Giulia Malagoni                          |

| 3. Weltcup in Turin, 30. Juni 2011 | 3. Weltcup in Turin, 30. Juni 2011 | 3. Weltcup in Turin, 30. Juni 2011 | 3. Weltcup in Turin, 30. Juni 2011 | 3. Weltcup in Turin, 30. Juni 2011 |
| ---------------------------------- | ---------------------------------- | ---------------------------------- | ---------------------------------- | ---------------------------------- |
| Datum                              | Disziplin                          | Erster Platz                       | Zweiter Platz                      | Dritter Platz                      |
| 30. Juni (Do.)                     | 16 km Verfolgung Freistil          | Marija Kosekajewa                  | Jewgenija Feschina                 | Anikken Gjerde Alnæs               |

| 4. Weltcup in Turin, 2. Juli 2011 | 4. Weltcup in Turin, 2. Juli 2011 | 4. Weltcup in Turin, 2. Juli 2011 | 4. Weltcup in Turin, 2. Juli 2011 | 4. Weltcup in Turin, 2. Juli 2011 |
| --------------------------------- | --------------------------------- | --------------------------------- | --------------------------------- | --------------------------------- |
| Datum                             | Disziplin                         | Erster Platz                      | Zweiter Platz                     | Dritter Platz                     |
| 2. Juli 2011 (Sa.)                | Sprint Freistil                   | Lisa Bolzan                       | Ine Lovlien                       | Anikken Gjerde Alnæs              |

| 5. Weltcup in Mondovì, 3. Juli 2011 | 5. Weltcup in Mondovì, 3. Juli 2011 | 5. Weltcup in Mondovì, 3. Juli 2011        | 5. Weltcup in Mondovì, 3. Juli 2011            | 5. Weltcup in Mondovì, 3. Juli 2011             |
| ----------------------------------- | ----------------------------------- | ------------------------------------------ | ---------------------------------------------- | ----------------------------------------------- |
| Datum                               | Disziplin                           | Erster Platz                               | Zweiter Platz                                  | Dritter Platz                                   |
| 3. Juli 2011 (So.)                  | Team Sprint Freistil                | Norwegen IIne Lovlien Anikken Gjerde Alnæs | Russland IJewgenija Feschina Marija Kosekajewa | Russland IINatalja Gurkowa Margarita Tolotschko |

| 6. Weltcup in Bad Peterstal, 22. bis 24. Juli 2011 | 6. Weltcup in Bad Peterstal, 22. bis 24. Juli 2011 | 6. Weltcup in Bad Peterstal, 22. bis 24. Juli 2011 | 6. Weltcup in Bad Peterstal, 22. bis 24. Juli 2011 | 6. Weltcup in Bad Peterstal, 22. bis 24. Juli 2011 |
| -------------------------------------------------- | -------------------------------------------------- | -------------------------------------------------- | -------------------------------------------------- | -------------------------------------------------- |
| Datum                                              | Disziplin                                          | Erster Platz                                       | Zweiter Platz                                      | Dritter Platz                                      |
| 22. Juli 2011 (Fr.)                                | 6,2 km Berglauf klassisch                          | Barbro Kvåle                                       | Marija Kosekajewa                                  | Jewgenija Feschina                                 |
| 23. Juli 2011 (Sa.)                                | 150 m Sprint Freistil                              | Elisa Fulcheri                                     | Anna Bolzan                                        | Barbro Kvåle                                       |
| 24. Juli 2011 (So.)                                | 11,3 km Berglauf Freistil                          | Barbro Kvåle                                       | Jewgenija Feschina                                 | Marija Kosekajewa                                  |

| 6. Rollerski-Weltmeisterschaften in Aure und Kristiansund, 9. bis 13. August 2011 | 6. Rollerski-Weltmeisterschaften in Aure und Kristiansund, 9. bis 13. August 2011 | 6. Rollerski-Weltmeisterschaften in Aure und Kristiansund, 9. bis 13. August 2011 | 6. Rollerski-Weltmeisterschaften in Aure und Kristiansund, 9. bis 13. August 2011 | 6. Rollerski-Weltmeisterschaften in Aure und Kristiansund, 9. bis 13. August 2011 |
| --------------------------------------------------------------------------------- | --------------------------------------------------------------------------------- | --------------------------------------------------------------------------------- | --------------------------------------------------------------------------------- | --------------------------------------------------------------------------------- |
| Datum                                                                             | Disziplin                                                                         | Erster Platz                                                                      | Zweiter Platz                                                                     | Dritter Platz                                                                     |
| 9. August 2011 (Di.)                                                              | 10 km Berglauf klassisch                                                          | Barbro Kvåle                                                                      | Marija Kosekajewa                                                                 | Jewgenija Feschina                                                                |
| 10. August 2011 (Mi.)                                                             | 24 km Massenstart Freistil                                                        | Barbro Kvåle                                                                      | Marika Sundin                                                                     | Jewgenija Feschina                                                                |
| 12. August 2011 (Fr.)                                                             | Staffel Freistil                                                                  | NorwegenIne Løvlien Anikken Gjerde Alnæs Barbro Kvåle                             | RusslandMarija Kosekajewa Jelena Lukjanowa Jewgenija Feschina                     | DeutschlandTina Willert Sabine Wallner Kira Claudi                                |
| 13. August 2011 (Sa.)                                                             | 200 m Sprint Freistil                                                             | Barbro Kvåle                                                                      | Margarita Tolotschko                                                              | Elisa Fulcheri                                                                    |

| 8. Weltcup in Markkleeberg, 2. bis 4. September 2011 | 8. Weltcup in Markkleeberg, 2. bis 4. September 2011 | 8. Weltcup in Markkleeberg, 2. bis 4. September 2011 | 8. Weltcup in Markkleeberg, 2. bis 4. September 2011 | 8. Weltcup in Markkleeberg, 2. bis 4. September 2011 |
| ---------------------------------------------------- | ---------------------------------------------------- | ---------------------------------------------------- | ---------------------------------------------------- | ---------------------------------------------------- |
| Datum                                                | Disziplin                                            | Erster Platz                                         | Zweiter Platz                                        | Dritter Platz                                        |
| 2. September 2011 (Fr.)                              | 1,7 km Prolog Freistil                               | Anna Bolzan                                          | Jewgenija Feschina                                   | Anikken Gjerde Alnæs                                 |
| 3. September 2011 (Sa.)                              | Sprint Freistil                                      | Anna Bolzan                                          | Kira Claudi                                          | Margarita Tolotschko                                 |
| 4. September 2011 (So.)                              | 10 km Verfolgung Freistil                            | Jewgenija Feschina                                   | Marija Kosekajewa                                    | Anikken Gjerde Alnæs                                 |

| 9. Weltcup in Toblach, 15. September 2011 | 9. Weltcup in Toblach, 15. September 2011 | 9. Weltcup in Toblach, 15. September 2011 | 9. Weltcup in Toblach, 15. September 2011 | 9. Weltcup in Toblach, 15. September 2011 |
| ----------------------------------------- | ----------------------------------------- | ----------------------------------------- | ----------------------------------------- | ----------------------------------------- |
| Datum                                     | Disziplin                                 | Erster Platz                              | Zweiter Platz                             | Dritter Platz                             |
| 15. September 2011 (Do.)                  | 15 km Massenstart Berglauf Freistil       | Marija Kosekajewa                         | Jewgenija Feschina                        | Tina Willert                              |

| 10. Weltcup in Oroslavje, 17. und 18. September 2011 | 10. Weltcup in Oroslavje, 17. und 18. September 2011 | 10. Weltcup in Oroslavje, 17. und 18. September 2011 | 10. Weltcup in Oroslavje, 17. und 18. September 2011 | 10. Weltcup in Oroslavje, 17. und 18. September 2011 |
| ---------------------------------------------------- | ---------------------------------------------------- | ---------------------------------------------------- | ---------------------------------------------------- | ---------------------------------------------------- |
| Datum                                                | Disziplin                                            | Erster Platz                                         | Zweiter Platz                                        | Dritter Platz                                        |
| 17. September 2011 (Sa.)                             | Team Sprint Freistil                                 | Russland IMarija Kosekajewa Jewgenija Feschina       | Italien IAnna Bolzan Lisa Bolzan                     | Kroatien IINika Blazenic Rea Rausel                  |
| 18. September 2011 (So.)                             | Sprint Freistil                                      | Lisa Bolzan                                          | Elisa Fulcheri                                       | Anna Bolzan                                          |

### Gesamtwertung Frauen Junioren
| Endstand (Top 10) |                      |        |
| \| Rang \| Name \| Punkte \| \| ---- \| -------------------- \| ------ \| \| 1 \| Jewgenija Feschina \| 947 \| \| 2 \| Marija Kosekajewa \| 926 \| \| 3 \| Anikken Gjerde Alnæs \| 776 \| \| 4 \| Lisa Bolzan \| 761 \| \| 5 \| Anna Bolzan \| 570 \| \| 6 \| Barbro Kvåle \| 560 \| \| 7 \| Kira Claudi \| 506 \| \| 8 \| Ine Lovlien \| 442 \| \| 9 \| Margarita Tolotschko \| 403 \| \| 10 \| Aline Arnoud \| 402 \| |                      |        |
| Rang | Name                 | Punkte |
| 1 | Jewgenija Feschina   | 947    |
| 2 | Marija Kosekajewa    | 926    |
| 3 | Anikken Gjerde Alnæs | 776    |
| 4 | Lisa Bolzan          | 761    |
| 5 | Anna Bolzan          | 570    |
| 6 | Barbro Kvåle         | 560    |
| 7 | Kira Claudi          | 506    |
| 8 | Ine Lovlien          | 442    |
| 9 | Margarita Tolotschko | 403    |
| 10 | Aline Arnoud         | 402    |

## Nationenwertung
Die Nationen Cup Wertung setzt sich zusammen aus den Wertungen Männer, Damen, Männer Junioren und Damen Junioren.
| Rang | Name        | Punkte |
| ---- | ----------- | ------ |
| 01.  | Russland    | 11205  |
| 02.  | Italien     | 08880  |
| 03.  | Norwegen    | 07427  |
| 04.  | Frankreich  | 04173  |
| 05.  | Deutschland | 03455  |
| 06.  | Schweden    | 03425  |
| 07.  | Polen       | 00792  |
| 08.  | Tschechien  | 00662  |
| 09.  | Kroatien    | 00615  |
| 10.  | Slowenien   | 00526  |
| 11.  | Türkei      | 00431  |

| Rang | Name                    | Punkte |
| ---- | ----------------------- | ------ |
| 12.  | Serbien                 | 00404  |
| 13.  | Rumänien                | 00299  |
| 14.  | Bosnien und Herzegowina | 00265  |
| 15.  | Ukraine                 | 00249  |
| 16.  | Armenien                | 00160  |
| 17.  | Estland                 | 00076  |
| 18.  | Slowakei                | 00062  |
| 19.  | Belarus                 | 00040  |
| 20.  | Dänemark                | 00023  |
| 21.  | Lettland                | 00020  |
| 22.  | Schweiz                 | 00016  |